# Madman Across the Water
Madman Across the Water é o quarto álbum de estúdio do cantor e compositor Elton John, lançado em 1971.
A canção título, "Madman Across the Water", foi definida para ser lançada no disco anterior, Tumbleweed Connection, no entanto, acabou sendo  a faixa título deste álbum. O disco foi incluso no livro 1001 Albums You Must Hear Before You Die.

## Faixas

### Lado 1
1. "Tiny Dancer" – 6:12
2. "Levon" – 5:37
3. "Razor Face" – 4:40
4. "Madman Across the Water" – 5:22

### Lado 2
1. "Indian Sunset" – 6:45
2. "Holiday Inn" – 4:22
3. "Rotten Peaches" – 5:14
4. "All the Nasties" – 5:08
5. "Goodbye" – 1:48